# Alphonse Higelin
Pour les articles homonymes, voir Higelin.
Alphonse Higelin est un gymnaste français né le 26 avril 1897 à Mulhouse et mort le 21 juin 1981 dans la même ville. Il est référencé dans les rapports olympiques sous le nom d'André Higelin.

## Biographie
Alphonse Higelin remporte avec l'équipe de France de gymnastique la médaille de bronze au concours par équipes aux Jeux olympiques d'été de 1920 à Anvers. Il participe ensuite à toutes les épreuves de gymnastique aux Jeux olympiques d'été de 1924 à Paris, décrochant la médaille de bronze à la barre fixe et remportant la médaille d'argent au concours par équipes.

## Palmarès

### Jeux olympiques
- Anvers 1920
  -  médaille de bronze au concours par équipes

- Paris 1924
  -  médaille d'argent au concours par équipes
  -  médaille de bronze à la barre fixe